# Kamień Sołowiecki (Moskwa)
Kamień Sołowiecki (ros. Соловецкий камень) – pomnik upamiętniający ofiary represji politycznych w Związku Radzieckim, znajdujący się na placu Łubiańskim, naprzeciwko siedziby KGB w Moskwie.
Pomnik został odsłonięty 30 października 1990 roku przez rosyjską organizację pozarządową Stowarzyszenie Memoriał. U stóp kamienia, przywiezionego z Wysp Sołowieckich, widnieje napis na cokole:
| Этот камень доставлен обществом „Мемориал” из Соловецкого лагеря особого назначения и установлен в память жертв тоталитарного режима |

z Sołowieckiego Łagru Specjalnego Przeznaczenia

i ustanowiony ku pamięci

Pomnik jest popularnym w Moskwie miejscem składania hołdu ofiarom represji politycznych. W maju 2010 roku, podczas wizyty zagranicznej ówczesnego marszałka Sejmu Bronisława Komorowskiego w Rosji, złożył on wówczas kwiaty pod tym właśnie pomnikiem.